# TeleColombia
Paramount Television International Studios (anciennement The Independent Studios, Fox Telecolombia et TeleColombia) est une entreprise colombienne de production de telenovelas pour la télévision appartenant à Paramount Networks Americas, une filiale du conglomérat de médias américain Paramount Global. 
Son président est Samuel Duque Rozo.

## Historique
La société est créée en 1996 sous le nom de Producciones Bernardo Romero Pereiro, en l'honneur de son fondateur, célèbre écrivain dramatique de feuilletons colombiens. 
En 1999, elle a changé son nom en Producciones Telecolombia, puis en juin 2007, la multinationale Fox International Channels achète 51 % de la société,, ce qui incite un nouveau changement de nom, cette fois en Fox TeleColombia. L'objectif de cet achat pour le groupe News Corporation, complété par celui de la chaîne Utilísima Satelital (es), est de s'implanter sur le marché hispanophone en produisant le maximum de programmes en langue espagnole. Comme elle le faisait jusque là, Fox Telecolombia continue de produire des telenovelas pour des chaînes telles que RCN et Telefutura, mais désormais elle fournit aussi les chaînes du groupe Fox Latin American Channels (es). Quelques séries notoires de cette époque sont Tiempo final (es), La dama de Troya (es) ou bien Mental, première production latino-américaine à destination d'un public anglophone.
À la suite du rachat de la 21st Century Fox par la Walt Disney Company, Fox TeleColombia passe sous le contrôle de Disney International Operations. Pour éviter la confusion avec la Fox Corporation, le nom « Fox » est retiré et la société devient simplement TeleColombia. 
En octobre 2021, ViacomCBS rachète TeleColombia et Estudios TeleMéxico à la Walt Disney Company et intègre les deux sociétés à ViacomCBS Networks Americas. TeleColombia est alors considérée comme l'une des principales sociétés de productions en Colombie, avec un chiffre d'affaires de 45 637 000 pesos en 2020. ViacomCBS en est désormais propriétaire à 75 %. Un an plus tard, Paramount Global (nouveau nom de ViacomCBS) décide de réunir TeleColombia et Estudios TeleMéxico en une seule entité nommée « TIS », abréviation de The Independent Studios. Néanmoins, ce nom de dure pas et dans la foulée la société est renommée Paramount Television International Studios[Information douteuse].

## Productions

### 1997-1999[a]
- Irene y Simón (1997)
- Hilos invisibles (1998)
- Hermosa Niña (es) (1998)
- Pandillas, guerra y paz (es) (1999)

### 1999-2007[b]
- Unidad Investigativa (2001)
- Justicia o ley (2001)
- Expedientes (2002)
- El precio del silencio (es) (2002)
- No renuncies Salomé (es) (2003)
- Retratos (es) (2003)
- Me amarás bajo la lluvia (es) (2004)
- Amor de mis amores (es) (2004)
- Enigmas del más allá (es) (2005)
- El pasado no perdona (es) (2005)
- Juego Limpio (es) (2005)
- Floricienta (2006)
- Por amor (telenovela de 2006) (es) (2006)
- Historias Familiares

### 2007-2013[c]
- Tiempo final (es) (2007-2009)
- Zona rosa (es) (2007)
- La dama de Troya (es) (2008-2009)
- Infieles anónimos (2008)
- Mental (2009)
- Sin retorno (es) (2009)
- Amor, mentiras y video (es) (2009)
- Pandillas, guerra y paz II (es) (2009-2010)
- El Capo (2009-2014)
- Kdabra (es) (2009-2012)
- Un sueño llamado salsa (es) (2010-2015)
- Mentes en shock (es) (2011)
- La traicionera (es) (2011-2012)
- La Mariposa (es) (2012)
- Lynch (es) (2012-2013)
- El capo 2 (es) (2012-2013)

### 2013-2019[d]
- Amo de casa (es) (2013)
- Retrato de una mujer (es) (2013-2015)
- Cumbia Ninja (es) (2013-2015)
- Los graduados (es) (2013-2014)
- Alias el Mexicano (es) (2013-2014)
- Familia en venta (es) (2014)
- El Capo 3 (es) (2014)
- Palabra de ladrón (es) (2014)
- Sitiados (es) (2015-2019)
- Celia (2015-2016)
- Contra el tiempo (es) (2016)
- Azúcar (es) (2016)
- Sin senos sí hay paraíso (2016-2018)
- 2091 (es) (2016-2017)
- Infieles (2017)
- Nadie me quita lo bailao (es) (2018)
- Nat Geo Lab (2018-2019)

### 2019-2021[e]
- El Bronx (2019)
- El general Naranjo (es) (2019-2020)
- Tormenta de amor (es) (2019)
- El final del paraíso (2019)
- Amar y vivir (es) (2020)

### 2021-…[f]
- Dejémonos de Vargas (es) (2022-)